# Aydınlar, Çatalca
Aydınlar là một xã thuộc huyện Çatalca, tỉnh Istanbul, Thổ Nhĩ Kỳ. Dân số thời điểm năm 2010 là 1.051 người.